# Кератоконъюнктивит
 Кератоконъюнктиви́т  — воспаление роговицы и конъюнктивы. В случае изолированного воспалительного процесса роговицы, заболевание именуют кератит, а если воспалена только конъюнктива, то — конъюнктивит.

## Этиология
Существует несколько возможных причин воспаления:
- сухой кератоконъюнктивит — причина развития воспалительного процесса связана с дефицитом влаги (слёзной жидкости). («Sicca» означает «сухость»). Данная патология встречается у 20 % пациентов с ревматоидным артритом.
- Термин «весенний кератоконъюнктивит» используют для обозначения кератоконъюнктивита, развивающегося весной, как правило, вызванного массовым цветением и связанного с ним повышения уровня аллергенов.
- «Атопический кератоконъюнктивит» является одним из проявлений атопии.
- «Эпидемический кератоконъюнктивит» вызывается аденовирусной инфекцией.
- «Усиленный лимбической кератоконъюнктивит» — чаще вызван механическими травмами.
- «Фотоэлектрический кератоконъюнктивит» (электроофтальмия) — воспаление, вызванное фотоэлектрическим ожогом роговицы УФ-светом. Является одним из видов ультрафиолетового кератита. Неблагоприятное воздействие ультрафиолетовых лучей может быть вызвано работой с дуговой сваркой без защитных очков. В случае длительного воздействия солнечного света на большой высоте (в горах), усиленного отражением от снега развивается временный амавроз, называемый («снежной слепотой»). Обычно процесс проявляется только через небольшой промежуток времени (от 6 до 12 часов). Его проявления можно лечить с помощью зрительного отдыха (наложения не пропускающей свет повязки), так как восстановление зрения обычно происходит через 24-48 часов. В целях профилактики фотоэлектрического кератоконъюнктивита следует носить защитные средства для глаз (специальные очки).
- «Розовый глаз у овец и коз» — инфекционный кератоконъюнктивит, встречающийся в ветеринарной практике, в основном вызван лат. Chlamydophila pecorum[3].
- «Инфекционный бычий кератоконъюнктивит» (ИБК) — заболевание, поражающее крупный рогатый скот, вызванное бактериями лат. Moraxella bovis.

## Симптоматика
Развитие аденовирусного кератоконъюнктивита начинается на одном глазу. Потом воспалительный процесс слизистой переходит на другой глаз. Основные признаки кератоконъюнктивита и симптомы:
- отек, который способен привести к развитию хемоза, в результате происходит ущемления слизистой глаз веками;
- гипермия век, конъюнктивы;
- активизация образования слёз;
- болевые ощущения при дневном освещении;
- чувство присутствия инородного тела;
- жжение и зуд;
- покраснения;
- болезненные ощущения;
- туманность в глазах, нарушения остроты зрения;
- выделения гнойных, слизистых выделений из глазных яблок;
- появления в структуре слизистой фолликулов, сосочков, прозрачной плёнки на поверхности глаза;
- спазм век;
- высокая температура;
- слабость, озноб;
- появления насморка, головной боли, першения в горле;
- увеличения лимфатических узлов.

В зависимости от типа заболевания проявляются специфические признаки.
- Вирусный кератоконъюнктивит характеризуется появлением в структуре слизистой кровоизлияний.
- Для хламидийного типа заболевания свойственно развитие фолликулярной реакции. Она заключается в появлении специфических образований над слизистой глаз.
- Аллергический кератоконъюнктивит отличается развитием в районе лимба слизистой гиперпластического эпителия, бледных бородавок.
- Эпидемический кератоконъюнктивит сопровождается помутнением роговицы в виде небольшого пятна.
- Для атопического типа заболевания свойственно появления в области лимба белесоватых бляшек.
- Сухой кератоконъюнктивит проявляется путём иссушения слизистой оболочки воспалённого глазного яблока. Он может стать причиной развития нитчатого кератита.[4]